# Jesús Abrego
Jesús Abrego Narvarte (Arróniz, Navarra, 7 de marzo de 1910 - San Sebastián, 6 de marzo de 1997) fue pelotari español profesional en la modalidad de Remonte, haciendo su debut en el año 1924, apodado el El Mago de Arróniz. Usaba el nombre de Ábrego I mientras que sus hermanos más pequeños, José María (Arróniz, 1912) y Julio (Arróniz, 1914), también pelotaris, hacía lo propio como Ábrego II y Ábrego III respectivamente.

## Biografía
Se inició en el mundo de la pelota de la mano de su padre, que era corredor de apuestas en el Euskal Jai de Pamplona. Llegó muy pronto al profesionalismo, en el año 1924, con apenas 14 años de edad, merced a sus condiciones innatas para el remonte. Su mayor éxito fue el campeonato logrado en el año 1944 en el Campeonato individual, siendo este el único título oficial que obtuvo, dado que por aquella época no se disputaban, si no que eran más habituales los desafíos y festivales de pelota. Durante la década de los treinta y cuarenta fue el mejor remontista, siendo habitual que se le mencione asimismo como el mejor de la historia. Incluso era habitual que el formara pareja con otro pelotari y se enfrentaran a tríos para igualar los partidos. La mayoría de su carrera discurrió en los frontones de Recoletos en Madrid, el Urumea en San Sebastián y el Euskal Jai en Pamplona.

## Final campeonato individual
| Año  | Campeón | Subcampeón | Tanteo | Frontón    |
| ---- | ------- | ---------- | ------ | ---------- |
| 1944 | Abrego  | Salsamendi |        | Euskal Jai |